# Dubová (powiat Pezinok)
Dubová – wieś i gmina (obec) w zachodniej Słowacji, administracyjnie i terytorialnie należąca do powiatu Pezinok, w kraju bratysławskim na Słowacji. 